# Éditions des Syrtes
 (janvier 2024).
Si vous disposez d'ouvrages ou d'articles de référence ou si vous connaissez des sites web de qualité traitant du thème abordé ici, merci de compléter l'article en donnant les références utiles à sa vérifiabilité et en les liant à la section « Notes et références ».
Les éditions des Syrtes sont une maison d'édition fondée en 1999 à Paris par l'éditeur Serge de Pahlen, descendant d'une famille russe exilée en France depuis 1917, qui publie des ouvrages pour explorer et faire connaître le monde slave.

## Historique
Initialement, le siège social de la maison d'édition était situé à Paris, rue de Sèvres, dans le 7e arrondissement de Paris. Le 1er février 2013, les éditions des Syrtes déménagent en Suisse. Le siège social est aujourd'hui situé au 14, place de la Fusterie, à Genève.

## Ligne éditoriale
Les éditions des Syrtes sont une maison d'édition se fixant pour objectif de faire connaître en français la littérature et la pensée russes dans toutes leurs composantes : littérature classique, littérature de l'émigration, littérature contemporaine, avec des auteurs tels que Ivan Bounine, prix Nobel de littérature, Irina Golovkina, Nikolaï Tchernychevski, Nikolaï Leskov, Anton Tchekhov (grâce à un recueil de nouvelles inédites), Boris Pasternak, Léon Tolstoï, Sofia Tolstoï ou encore Marina Tsvetaeva. Parmi les auteurs contemporains, elles publient des œuvres de Evgueni Vodolazkine, Alexeï Salnikov, Sacha Filipenko, Oleg Ermakov ou encore Andreï Guelassimov.
La littérature de l'Europe de l'Est constitue l'autre pilier de la ligne éditoriale de la maison avec des auteurs roumains, bulgares, tchèques, hongrois, lettons, polonais... tels que Florina Ilis qui a obtenu le prix Courrier international du meilleur roman étranger pour La Croisade des enfants en 2010, Martin Smaus, dont Petite allume un feu, a été finaliste du prix de la Fondation La Poste, Tatiana Țîbuleac, lauréate du Prix de l'Union européenne en 2019, Théodora Dimova, première lauréate en 2022 du prix Fragonard de littérature étrangère, récompensant un livre de littérature étrangère écrit par une femme, traduit en français et publié en France ou encore Marek Sindelka, jeune auteur tchèque.